# Sonaco
Sonaco é um sector da região administrativa de Gabu na Guiné-Bissau com 783,6 km2.